# Коневка
Ко́невка (каз. Коневка) — село у складі Шемонаїхинського району Східноказахстанської області Казахстану. Входить до складу Каменевського сільського округу.
Населення — 242 особи (2021; 332 у 2009, 331 у 1999, 351 у 1989).
Національний склад станом на 1989 рік:
- росіяни — 100 %